# Außenkommando Chelmek
Chelmek (niem. Außenkommando Chelmek) – niemiecki nazistowski podobóz Auschwitz-Birkenau, zlokalizowany w Chełmku.

## Historia
Podobóz został założony w październiku 1942, na terenie dawnej fabryki obuwia Bata. Przywieziono wtedy ok. 150 więźniów, głównie Żydów z Francji, Belgii i Holandii. Zadaniem więźniów było oczyszczanie i pogłębianie miejscowych stawów, z których pobierano wodę potrzebną przy produkcji, a także wykonywali najcięższe prace w samej fabryce. Mieszkali oni w baraku parowozowni kolejki wąskotorowej, ogrzewanej małym piecem. W budynku znajdowały się trzypiętrowe łóżka i beczka na nieczystości.
Ciężka praca i głód powodowały wysoką śmiertelność w obozie. Esesmani pracujący w obozie znęcali się nad więźniami. W czasie dwóch miesięcy zginęło 47 więźniów, a 64 w ciężkim stanie trafiło do szpitala w macierzystym obozie Auschwitz I (w Chełmku znajdowało się niewielkie ambulatorium, ale tylko z podstawowymi lekami).
Nieznani są z imienia i nazwiska strażnicy SS pracujący w obozie. Obóz miał dwóch komendantów: SS Unterscharführera Josefa Schillingera oraz SS-Oberscharführera Wilhelma Emmericha. Pierwszy z nich zginął  23 października 1942, zastrzelony przez Żydówkę, przywiezioną do Chełmka z KL Bergen-Belsen (Emmerich został ranny, przeżył).
3 grudnia 1942 pozostali 34 więźniowie zostali przywiezieni z obozu do szpitala Auschwitz I. Spośród nich co najmniej 28 zmarło w ciągu miesiąca. Nie wiadomo, dlaczego podobóz został zamknięty, skoro prace nie zostały zakończone. Okoliczni mieszkańcy uznali, że chodziło o przyjście pierwszych mrozów, ale na wiosnę więźniów nie przywieziono ponownie.

## Upamiętnienie
5 października 1969 w miejscu dawnego podobozu odsłonięto pomnik – betonową surową płytę z wizerunkami ludzkich twarzy wyrażających cierpienie, a pod nią tablicę upamiętniającą również mieszkańców miejscowości, zamordowanych i zaginionych w trakcie wojny.